# Дзехцінка
Дзехцінка (пол. Dziechcinka)  — річка в Польщі, у Цешинському повіті Сілезького воєводства. Ліва притока Вісли, (басейн Балтійського моря).

## Опис
Довжина річки приблизно 5,17 км, найкоротша відстань між витоком і гирлом — 4,67 км, коефіцієнт звивистості річки — 1,11 . Формується багатьма безіменними струмками і у центрі міста Вісла річка каналізована.

## Розташування
Бере початок біля Малого Стожека та Цесларівки. Тече переважно на північний схід і у місті Вісла впадає у річку Віслу.

## Цікаві факти
- Біля витоку на правому березі річки на відстані приблизно 348 м розташована гора Кобила Салас.
- Річка протікає територією Сілезьких Бескидів.
- У Віслі Дзехцінський над річкою розташований колійний віадук.[1]